# شیباتا زشین
شیباتا زِشین (柴田 是真، ۱۵ مارس ۱۸۰۷ – ۱۳ ژوئیهٔ ۱۸۹۱) نقاش ژاپنی در رشتهٔ نقاشی لاکی، و چاپ دستی در دوره ادو و آغاز دوره میجی بود. او را «بزرگ‌ترین استاد نقاشی لاکی ژاپن» نامیده‌اند، اما شهرت او به عنوان نقاش و هنرمند چاپ دستی پیچیده‌تر است: در ژاپن، وی هم به عنوان فردی بیش از حد مدرن و شیفته جنبش غرب‌گرایی شناخته می‌شود، و همزمان به عنوان یک سنت‌گرای افراطی که هیچ تلاشی برای متمایز ساختن خود از معاصرانش نکرده‌است. با وجود این شهرت دوگانه در ژاپن، زشین در غرب، به ویژه در بریتانیا و ایالات متحده، مورد توجه و مطالعه فراوان قرار گرفته‌است.

## زندگی‌نامه
زشین در ادو (توکیوی امروزی) متولد و بزرگ شد. پدربزرگش، ایزومی چوبئی، و پدرش، ایچیگورو، درودگران معابد (میادایکو) و حکاکان ماهر روی چوب بودند. پدرش که نام خانوادگی همسرش، شیباتا، را برگزیده بود، یک نقاش با تجربه اوکی‌یوئه نیز بود که زیر نظر کاتسوکاوا شونشو تحصیل کرده بود. این امر، طبیعتاً، شروعی عالی برای او در مسیر تبدیل شدن به یک هنرمند و صنعتگر فراهم کرد. کامتارو (نام زشین در کودکی) در سن یازده سالگی شاگرد یک استاد هنر لاک الکل به نام کوما کانزای دوم شد.
جوان سیزده‌ساله‌ای که بعدها زشین نامیده شد، نام کامتارو را کنار گذاشت و خود را جونزو نامید. کوما کانزای تصمیم گرفت که شاگرد جوانش برای تبدیل شدن به یک استاد بزرگ نقاشی لاکی، نیاز به آموختن طراحی، نقاشی و خلق طرح‌های بدیع دارد. او ترتیبی داد تا شیباتای جوان زیر نظر سوزوکی نانری، نقاش برجسته مکتب شیجو، آموزش ببیند. سپس شیباتا بار دیگر نام هنری خود را تغییر داد، جونزو را کنار گذاشت و آثارش را با نام «ریسای» امضا کرد که در آن از «ری» از نام سوزوکی نانری و «سای» از نام کوما کانزای استفاده کرده بود.
در طول دوره تحصیل نزد نانری بود که نام زشین به او داده شد، نامی که تا پایان عمر با او همراه بود. این نام معنایی شبیه به "این راستین است" یا "حقیقت" دارد. این اشاره به یک داستان کهن چینی دربارهٔ پادشاهی دارد که میزبان تعداد زیادی نقاش بود. در حالی که تقریباً همه نقاشان احترام شایسته را به پادشاه می‌گذاشتند، در برابرش تعظیم می‌کردند و رفتار مناسبی از خود نشان می‌دادند، یکی از آن‌ها نیمه‌برهنه وارد شد، تعظیم نکرد و روی زمین نشست و شروع به لیسیدن قلم نقاشی‌اش کرد. پادشاه فریاد زد: "اینک، این یک هنرمند راستین است!" نام زشین از این داستان برگرفته شده‌است.
زشین نه تنها اصول اولیه نقاشی و طراحی را آموخت، بلکه در مراسم چای ژاپنی، شعر هایکو و واکا، تاریخ، ادبیات و فلسفه نیز آموزش دید. این امر پایه و اساس آموزش او را نه تنها در فنون هنرهای سنتی، بلکه شاید مهم‌تر از آن، در زیبایی‌شناسی و فلسفه هنر سنتی ژاپن شکل داد. بسیاری از آثار او از دوره تحصیلش نزد نانری، نقاشی‌هایی روی بادبزن بودند. هنرمند بزرگ اوکی‌یوئه، اوتاگاوا کونیوشی، تحت تأثیر این نقاشی‌های بادبزنی قرار گرفت و با نزدیک شدن به این نقاش جوان، دوستی‌ای را آغاز کرد که سال‌های زیادی ادامه داشت.

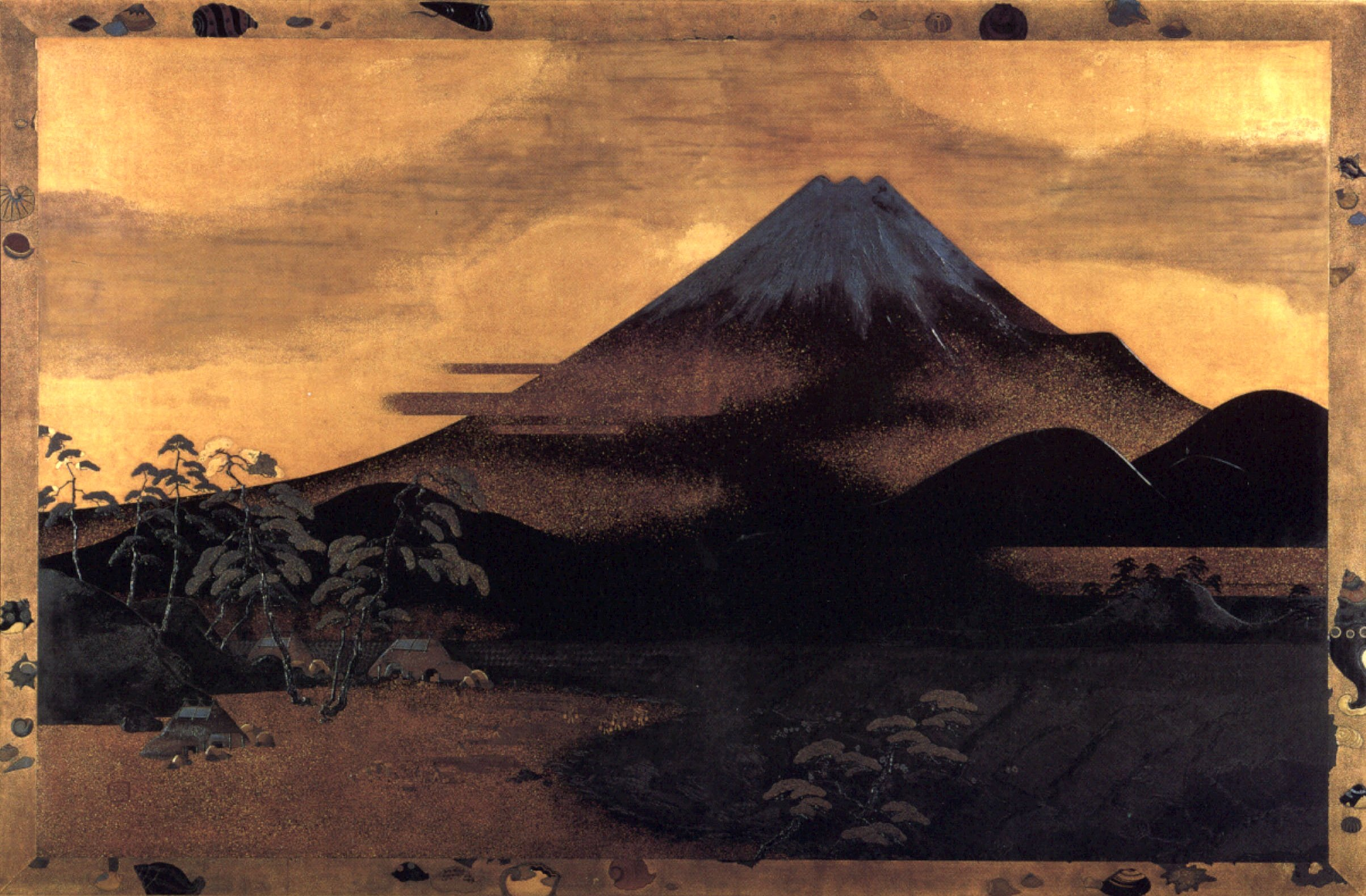
ماکی-ئه فوجی تاگونورا، ۱۸۷۲

زشین بعداً نزد دیگر هنرمندان بزرگ مکتب کیوتو از جمله مارویاما اوکیو، اوکاموتو تویوهیکو و گوشین تحصیل کرد. اگر چه بعدها او عمدتاً به خاطر کارش با لاک الکل شناخته شد، زشین در سیاه‌قلم ادیبان سنتی نیز سرآمد بود و آثار بسیاری با مضامین سنتی مانند ببر و آبشار خلق کرد. اغلب استادان ژاپنی (سنسئی) در مقابل شاگردان خود رفتاری خودخواهانه و متکبرانه دارند. با این حال روایت شده که یکی از آموزگاران زشین این جمله را به او گفته‌است: «همان‌طور که نمی‌توانی هنگام ایستادن بر قله، عظمت کوه فوجی را درک کنی، نمی‌توانی در زمانی که در کیوتو هستی به ارزش مهارت و شهرت من پی ببری؛ هنگامی که به ادو بازگردی، بزرگی من و خوشبختی‌ات برای شاگردی نزد من را درک خواهی کرد.» از سوی دیگر، نقل شده که زشین به شاگردان خود گفته: «نمی‌خواهم شما را به عنوان «شاگرد زشین» بشناسند، بلکه به عنوان یک هنرمند بزرگ که نزد مردی به نام زشین تحصیل کرده‌است.»
کوما کانزای در سال ۱۸۳۵ درگذشت و زشین کارگاه مکتب کوما را به ارث برد. او جوانی به نام ایکدا تایشین را به شاگردی پذیرفت. تایشین تا زمان مرگش در سال ۱۹۰۳ شاگرد و دوست نزدیک او باقی ماند. زشین در سال ۱۸۴۹ ازدواج کرد و نام پسر اولش را ریسای گذاشت، اما اندکی پس از آن، هم مادر و هم همسرش را از دست داد.
در دهه‌های ۱۸۳۰ و ۱۸۴۰، ژاپن دچار بحران اقتصادی شد و هنرمندان، طبق قانون، در استفاده از نقره و طلا، که هر دو عناصر مهم برای سبک‌های سنتی تزئین لاک الکل بودند، به شدت محدود شدند. زشین با به کار بردن برنز برای شبیه‌سازی ظاهر و بافت آهن، و استفاده از طیف متنوعی از مواد و سبک‌های تزئینی دیگر، آثارش را زیبا نگه می‌داشت و در همان زمان، به سنت‌ها پایبند باقی می‌ماند. می‌توان گفت که بسیاری از آثار او مفهوم وابی-سابی را در بر می‌گیرند، یعنی زیبایی و ظرافت در عین سادگی، همان‌طور که در مراسم چای ژاپنی دیده می‌شود. اگرچه تعداد بسیار کمی از آثار دوره ادو (پیش از ۱۸۶۸) او باقی مانده، اما در بسیاری از آثار بعدی‌اش مشهود است که او گاه از سبکی بسیار ساده و تقریباً بی‌رنگ در تزئینات استفاده می‌کرد و طرح‌های سنتی مانند گل و نیزار را همچنان ادامه می‌داد.

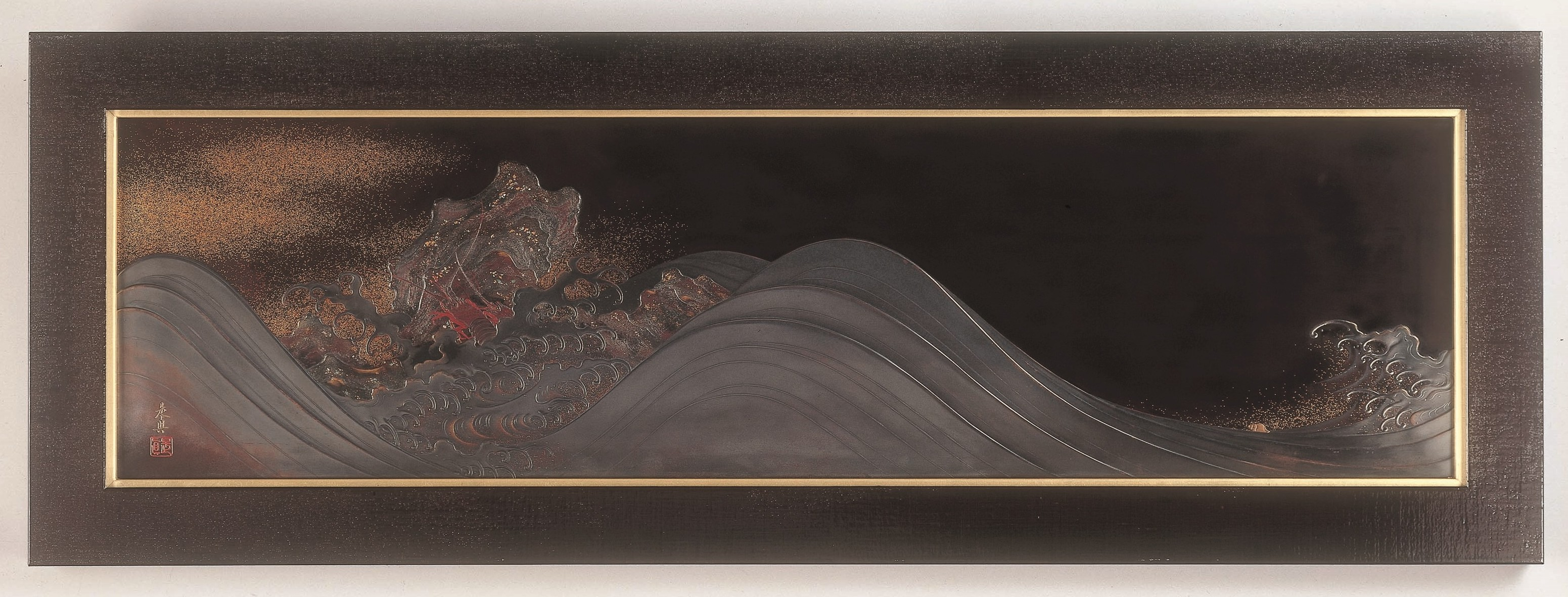
"آبخیزها"، قاب ماکی-ئه، ۱۸۸۸–۱۸۹۰، مجموعه خلیلی

از سال ۱۸۶۹، زشین از طرف دولت امپراتوری مأمور به کار هنری شد و آثار هنری بسیاری برای آنها خلق کرد که دیگر وجود ندارند. این آثار شامل یک مجموعه صندلی با روکش لاک طلایی برای کاخ امپراتوری توکیو بود که با طرح ساکورا (شکوفه گیلاس) تزئین شده بودند. او بعداً به عنوان نماینده رسمی ژاپن در چندین نمایشگاه بین‌المللی، از جمله نمایشگاه جهانی وین ۱۸۷۳، فیلادلفیا در سال بعد، و پاریس گمارده شد، اگرچه او شخصاً در هیچ‌یک از این رویدادها شرکت نکرد. یک سال پیش از مرگش در سال ۱۸۹۱، زشین افتخار بزرگ عضویت در کمیته هنر سلطنتی تازه‌تأسیس را به دست آورد و امروز تنها هنرمندی است که در دو زمینه کاری (نقاشی و ماکی-ئه) مورد تقدیر ویژه قرار گرفته‌است. افتخار عضویت در کمیته هنرمندان منتخب امپراتوری تنها به ۵۳ هنرمند بین سال‌های ۱۸۹۰ تا ۱۹۴۴ اعطا شد.
امروزه، یکی از بزرگ‌ترین مجموعه آثار زشین در مجموعه خلیلی در لندن نگهداری می‌شود که شامل بیش از ۱۰۰ اثر از این هنرمند است.

## سبک

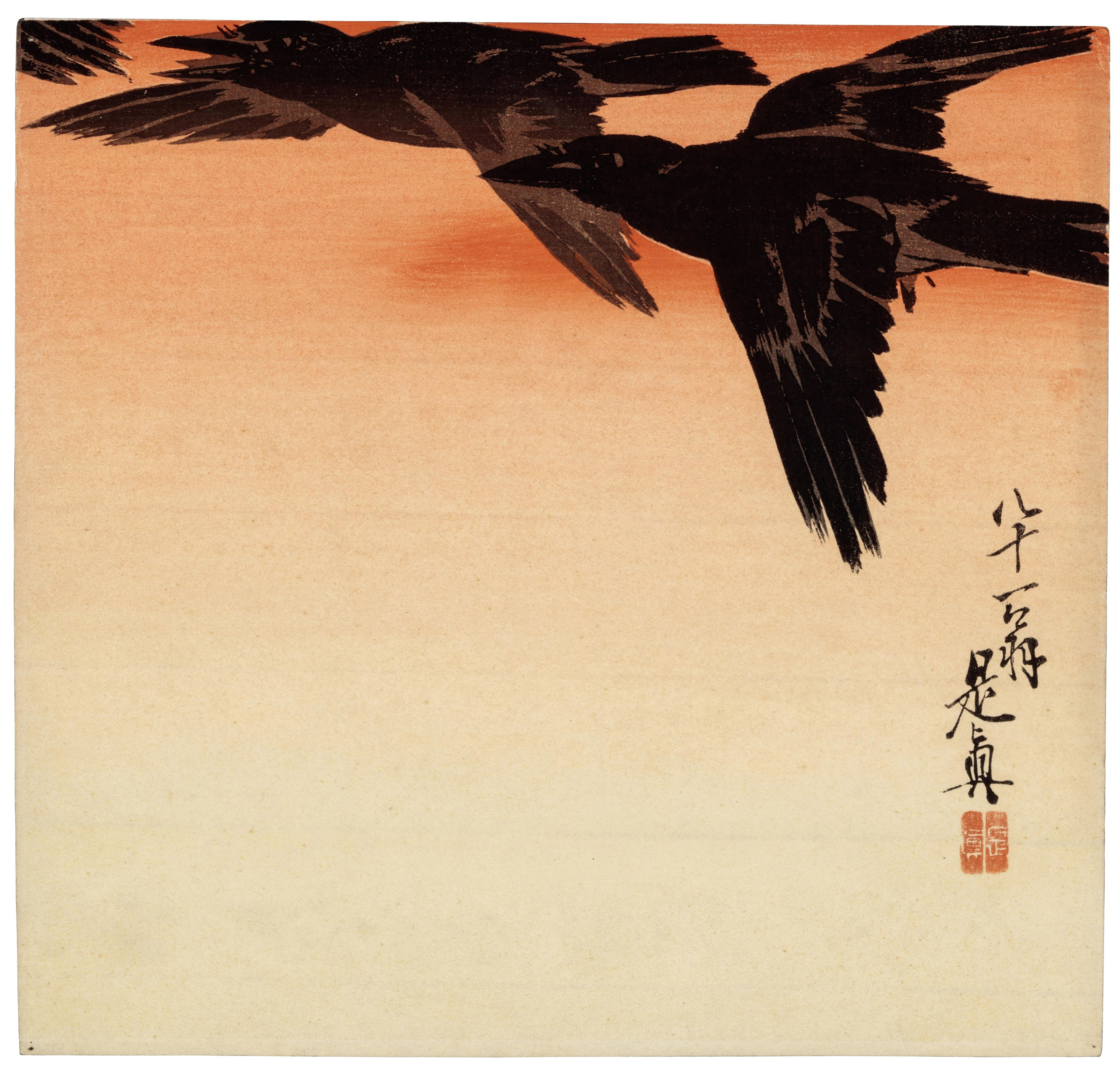
پرواز کلاغ‌ها در سرخی غروب، چاپ چوبی، حدود. ۱۸۸۰ (موزه بروکلین)

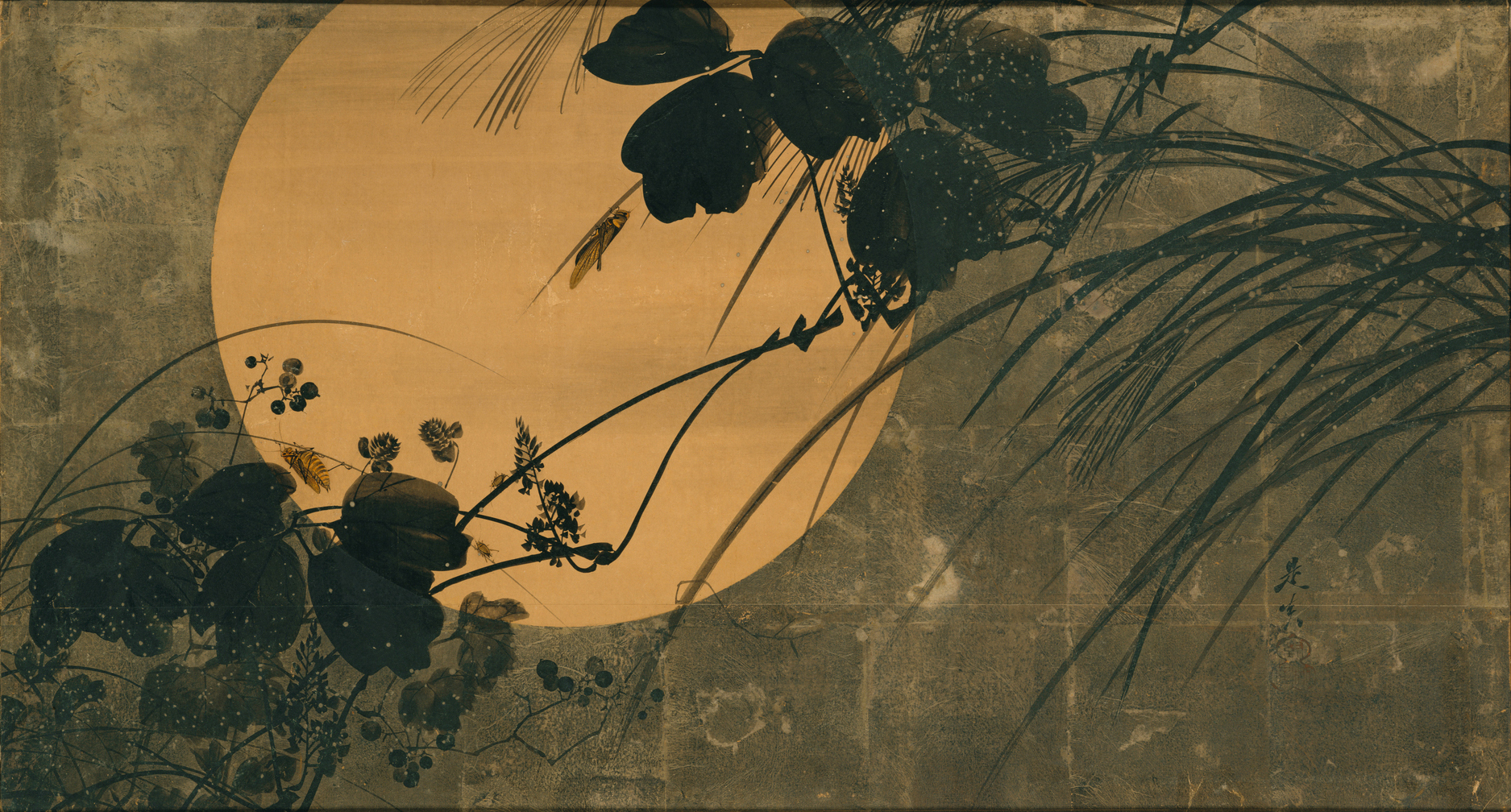
«علف‌های پاییزی در مهتاب»، جوهر، لاک و ورق نقره روی کاغذ، ۱۸۷۲–۱۸۹۱ (موزه متروپولیتن هنر)

زشین در جنبه‌های فنی لاک الکل دست به نوآوری زد. او لاک الکل را با مواد مختلفی مخلوط می‌کرد تا به رنگ‌ها و بافت‌های گوناگون دست یابد و قوام آن را  کنترل کند. او همچنین روشی ابداع کرد که در آن مستقیماً با شیره لاک بر روی کاغذهای آغشته به دوسا (محلولی از زاج و چسب حیوانی) نقاشی می‌کرد. این روش از پوسته پوسته شدن نقاشی‌های طوماری لاک الکل (اوروشی-ئه) او هنگام لوله کردنشان جلوگیری می‌کرد. زشین برای شبیه‌سازی ظاهر و بافت آهن از برنز در ترکیب لاک استفاده می‌کرد و با غلیظ کردن لاک به وسیله نشاسته، تا حدی حالتی مشابه با جلوه‌های نقاشی رنگ روغن غربی را ایجاد می‌کرد.
در واقع زشین تنها هنرمندی است که در زمینه «اوروشی-ئه» به موفقیت دست یافت، زیرا این هنر به کاغذی با پرداخت ویژه و همچنین غلظت خاصی از لاک برای استفاده به عنوان رنگ نیاز دارد. زشین همچنین یک تکنیک پیچیده لاک الکل به نام «سیکای-ها» را احیا کرد که در آن با کشیدن یک شانه بر روی لاک در حال خشک شدن، شکل موج ایجاد می‌شود. این تکنیک به قدری دشوار است که برای بیش از یک قرن استفاده نشده بود.
با اینکه در آثار زشین عناصر انقلابی بسیاری هم در تکنیک و هم در خلاقیت به چشم می‌خورد، اما آثار او در مجموع به شدت به سنت وفادار ماندند. او در شیوه نوظهور نقاشی لاکی، به موضوعات سنتی مانند پرندگان و گل‌ها، حشرات، آبشارها و اژدها می‌پرداخت. حتی یک اثر مشهور از معلمش مارویاما اوکیو، که تصویری از یک ببر بود را با لاک الکل بازآفرینی کرد. یک مجموعه پیک نیک قرمز، مشکی و طلایی اثر زشین نیز نمونه خوبی از سنت‌گرایی انقلابی اوست. این مجموعه در یک سبک کاملاً سنتی و تقریباً تماماً از لاک قرمز و سیاه با تزئینات طلایی برگ‌ها و شاخه‌ها ساخته شده‌است. با این حال، بر روی سینی پذیرایی، پروانه‌ها و سنجاقک‌هایی قرار دارند که با پوسته‌های رنگین دشتی صدف بر روی سطح سینی کار شده و کنده‌کاری شده‌اند.
امضای زشین همیشه بسیار ساده بود و او گهگاه با ایده امضا بازی می‌کرد. یک «تسوبا» تزئینی (محافظ دست شمشیر) ساخته او وجود دارد که در آن یک مورچه، به صورت نقش برجسته با لاک، در حال بردن نویسه‌ی «شین» (真) از نام زشین به سمت دیگر شیء می‌باشد.
گفته می‌شود که بسیاری از آثار زشین به شدت نشان‌دهنده مفهوم زیبایی‌شناسی «ایکی» (粋) است که ممکن است به «فاخر یا باوقار» ترجمه شود. مفهوم «ایکی» در ادو، که در منطقه کانسای «سوی» نامیده می‌شود، به‌طور معتبر توسط کوکی شوزو توصیف شده‌است، اما مانند ایده‌هایی چون «شیک، و باسلیقه»، رنگ‌های دقیق، الگوها و سایر عناصر سبکی که «ایکی» را تشکیل می‌دهند، تقریباً ناممکن است که به‌طور دقیق مشخص شوند. با این وجود، آثار زشین اغلب به عنوان «ایکی» شناخته می‌شوند و تعادل مناسبی بین سنت و تازگی دارند؛ زیبا اما نه زرق و برق‌دار، ساده اما نه خسته‌کننده، و هوشمندانه اما نه متکبرانه. سبک او توسط برخی با هایکو مقایسه شده‌است، چرا که زیبایی و معنای آن در آنچه نشان داده نمی‌شود، قدرتمندتر از آن چیزی است که نشان داده شده‌است.
زشین به همراه ناکایاما کومین و شیرایاما شوسای، به عنوان یکی از سه استاد بزرگ نقاشی لاکی اواخر دوره ژاپن در نظر گرفته می‌شود.

## نمایشگاه‌ها
آثار زشین در نهادهای مختلف بین‌المللی به نمایش گذاشته شده‌است.
- لاک الکل ژاپنی، ۱۶۰۰–۱۹۰۰: گزیده‌ای از مجموعه چارلز ای. گرینفیلد، ۴ سپتامبر تا ۱۹ اکتبر ۱۹۸۰، موزه متروپولیتن هنر، نیویورک[۸]
- شیباتا زشین: شاهکارهای لاک الکل ژاپنی از مجموعه خلیلی[۹]
- آوریل - اکتبر ۱۹۹۷، موزه‌های ملی اسکاتلند، ادینبورگ، انگلستان
- اکتبر - نوامبر ۱۹۹۹، موزه هنر تویاما ساتو، تویاما، ژاپن
- نوامبر ۲۰۰۰ - مارس ۲۰۰۱، موزه رومر و پلیتسوس هیلدسهایم، هیلدسهایم، آلمان
- نبوغ نقاشی لاکی ژاپنی: شاهکارهای شیباتا زشین انجمن ژاپن، نیویورک (۲۱ مارس - ۱۵ ژوئن ۲۰۰۸)[۱۰]